# Banyarriquer del faig
El banyarriquer del faig (Rosalia alpina) és una espècie de coleòpter de la família dels cerambícids o escarabats longicornis. A Catalunya viu només al boscos humits de faig, sobretot del Pirineu. Amb el cos apelfat, de colors grisos, blavosos i blancs amb taques negres, aquest coleòpter és possiblement el més bonic i cercat. Se'l coneix també amb el nom de rosalia.

## Distribució
Es troba des del centre i sud d'Europa fins a l'Iran. A la península Ibèrica es troba principalment al nord mentre que a Catalunya es van trobar poblacions entre d'altres a la Sauva Negra, Montgrony, Montseny-Guilleries i Pirineus.

## Ecologia
Espècie gairebé exclusiva dels boscos humits de Fagus sylvatica, encara que s'ha citat sobre altres arbres. La larva s'alimenta de la fusta morta del faig durant dos a tres anys, temps que tarda a completar el creixement larvari. Els imagos emergeixen a la primavera, són diürns i es localitzen, majoritàriament, sobre la fusta de F. sylvatica.